# Akis Zikos
Andreas Vassilis Zikos (griechisch Ανδρέας Βασίλειος Ζήκος kurz Άκης Ζήκος Akis Zikos; * 1. Juni 1974 in Athen) ist ein ehemaliger griechischer Fußballspieler, der zuletzt bei AEK Athen als Mittelfeldspieler aktiv war.

## Karriere
1993 begann Zikos seine Karriere bei Skoda Xanthi, für welche er fünf Jahre spielte und 114 Spiele absolvierte und dabei ein Tor schoss. 1998 wechselte er zu AEK Athen und gewann zweimal den griechischen Pokalwettbewerb 2000 und 2002. Im Sommer 2002 unterschrieb er einen Vertrag beim französischen Erstligisten AS Monaco. Während seiner Zeit in Frankreich gewann er den französischen Pokal und stand im Finale der UEFA Champions League 2003/04 gegen den FC Porto. Für Monaco lief Zikos 102 Mal auf und erzielte zwei Tore. 2006 kehrte Zikos zu AEK Athen zurück und spielte dort zwei Jahre bis zu seinem Karriereende am 20. April 2008.
Für die Griechische Fußballnationalmannschaft spielte Zikos 18 Mal unter anderem in der Qualifikation zur Fußball-Weltmeisterschaft 2002 in Südkorea und Japan.

## Erfolge
- Griechischer Pokalsieger 2000, 2002
- Französischer Pokalsieger 2003
- Champions-League Finalteilnahme 2004